# Битка код Крете
Битка код Крете вођена је 1009. године између снага Византијског царства под Василијем II Бугароубицом са једне и снага Бугарског царства под Самуилом са друге стране. Завршена је победом Византинаца.

## Битка
Након пада бугарске престонице Преслава под византијску власт 971. године трајало је стално ратно стање између Бугара и Византинаца. Од 976. године, бугарски племић из династије Комитопула (синови комеса Николе) и каснији цар Самуило води успешне борбе против Визатинаца, али се почетком 11. века срећа окренула Византинцима који су успели да поврате готово све територије изгубљене претходних година. Од 1002. године Василије II је организовао неколико напада на бугарске територије и заузео је више градова. Византијска и бугарска војска бориле су се источно од Солуна 1009. године када је дошло до битке код села Крете. О бици се готово ништа не зна, сем тога да је завршена победом Византије. Пет година касније Византинци су дефинитивно поразили Бугаре код Беласице, што је довело до смрти Самуила и коначног пада Бугарског царства 1018. године.